# Delphine Combe
Delphine Combe, född den 6 december 1974 i Aubenas, Ardèche, är en fransk före detta friidrottare som tävlade i kortdistanslöpning.
Combe tävlade främst på 100 meter där hon var i semifinal vid EM 2002 och i kvartsfinal vid VM 1995. Hennes främsta meriter kom som en del av det franska stafettlaget på 4 x 100 meter. Vid EM 2002 blev hon guldmedaljör och vid VM 1997 slutade laget på tredje plats.

## Personliga rekord
- 100 meter - 11,35